# Newtownabbey
Newtownabbey (irisch: Baile na Mainistreach oder Baile Úr na Mainistreach) ist neben Lisburn die größte Vorstadt der nordirischen Hauptstadt Belfast.

## Geographie
Newtownabbey liegt unmittelbar nördlich von Belfast, etwa acht Kilometer von dessen Zentrum entfernt am Nordwestufer des Belfast Lough, der Bucht, an der auch die nordirische Hauptstadt liegt.

## Geschichte
Newtownabbey wurde 1958 als New Town durch den Zusammenschluss von sieben Gemeinden gebildet, nämlich Carnmoney, Glengormley, Jordanstown, Monkstown, Whiteabbey, Whitehouse and Whitewell.
Sie liegt in der historischen Grafschaft Antrim und war Verwaltungssitz des ehemaligen Distrikts Newtownabbey, der 2015 im Distrikt Antrim and Newtownabbey aufging. Die Stadt ist nunmehr einer der beiden Verwaltungssitze des Distrikts.
Es ist eine Reform der nordirischen Kommunalstruktur durch die britische Regierung geplant, so dass längerfristig mit der Eingliederung des Districts Newtownabbey in eine größere Verwaltungseinheit zu rechnen ist.

## Wirtschaft
Newtownabbey ist eine typische Vorortgemeinde, die allerdings auch größere Industriegebiete aufweist; vor allem in Monkstown und Cammoney sind Maschinenbau- und Computerfirmen ansässig. An Einkaufs- und Freizeitzentren sind zu nennen: Das Abbey Centre, das Northcott Shopping Centre und das Glengormley-Kino.

## Bildung
Im Ortsteil Jordanstown befindet sich ein Campus der University of Ulster. Er ist mit 12718 Studierenden der größte Campus dieser Hochschule, die auch Standorte in Belfast, Coleraine und Derry hat.

## Politik

### Stadtrat
- SF: 9
- SDLP: 1
- Alliance: 8
- Unabh.: 3
- UUP: 6
- DUP: 13

Sitzverteilung im Stadtrat von Antrim und Newtownabbey

## Städtepartnerschaften
Newtownabbey ist Partnerstadt von Gilbert (Arizona) und von Dorsten (Nordrhein-Westfalen).

## In Newtownabbey geboren
- Ronan Bennett (* 1956), Schriftsteller
- Leah McFall (* 1989), Sängerin/Songwriterin
- Bobby Sands (1954–1981), ehemaliges Mitglied des Parlaments des Vereinigten Königreichs (Britisches Unterhaus), IRA Mitglied